# Kuta (ort)
Kuta är en ort i Indonesien.   Den ligger i provinsen Provinsi Bali, i den sydvästra delen av landet, 1 000 km öster om huvudstaden Jakarta. Kuta ligger 8 meter över havet och antalet invånare är 30 012. Den ligger på ön Bali.
Terrängen runt Kuta är platt. Havet är nära Kuta åt sydväst. Närmaste större samhälle är Denpasar, 9,5 km nordost om Kuta. Trakten runt Kuta består huvudsakligen av våtmarker.